# 科尔曼维尔
科尔曼维尔（法語：Cormainville，法語發音：[kɔʁmɛ̃vil]）是法国厄尔-卢瓦省的一个市镇，属于沙托丹区。

## 地理
科尔曼维尔（48°8'14"N, 1°36'25"E）面积17.83 平方千米，位于法国中央-卢瓦尔河谷大区厄尔-卢瓦省，该省份为法国北部内陆省份，北起顺时针与厄尔省、伊夫林省、埃松省、卢瓦雷省、卢瓦-谢尔省、萨尔特省和奧恩省接壤。
与科尔曼维尔接壤的市镇（或旧市镇、城区）包括：库尔伯艾、迪努瓦地区巴佐什、诺通维尔、吉永维尔。

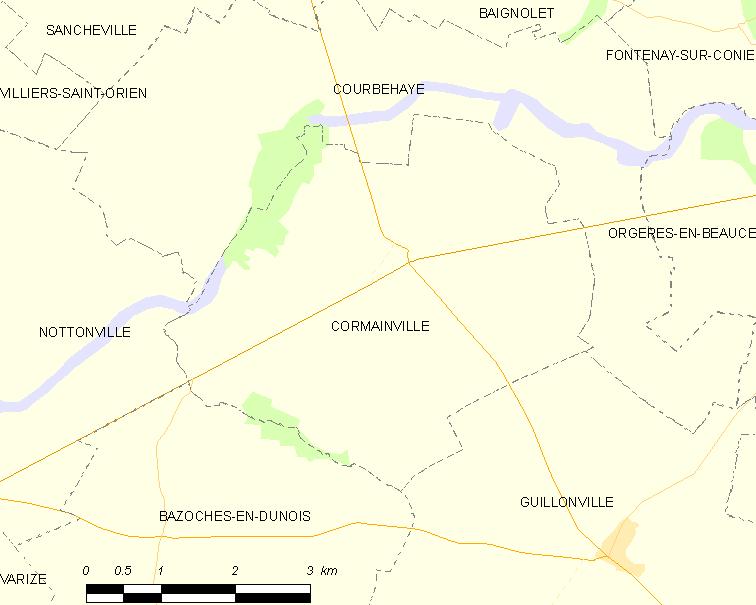
科尔曼维尔的OSM定位图

科尔曼维尔的时区为UTC+01:00、UTC+02:00（夏令时）。

## 行政
科尔曼维尔的邮政编码为28140，INSEE市镇编码为28108。

## 政治
科尔曼维尔所属的省级选区为莱维拉日沃韦安县。

## 人口

1962-2008年间科尔曼维尔人口变化图示

科尔曼维尔于2022年1月1日时的人口数量为222人。